# Карл II Август
Вижте пояснителната страница за други личности с името Карл II.
Карл II Аугуст Кристиан (на немски: Karl II August Christian, Hundskarl; * 29 октомври 1746, Дюселдорф; † 1 април 1795,Манхайм) от фамилията на Вителсбахите, е от 1775 до 1795 г. херцог на Пфалц-Цвайбрюкен.

## Живот
Син е на Фридрих Михаел фон Пфалц-Цвайбрюкен (1724 – 1767) и Мария-Франциска фон Зулцбах (1724 – 1794).
Карл Аугуст се жени на 12 февруари 1774 г. за принцеса Мария Амалия Саксонска (1757 – 1831), дъщеря на саксонския курфюрст Фридрих Кристиан. Тя е братовчедка на крал Луи XVI от Франция, крал Карлос IV от Испания и императрица Мария-Лудовика Бурбон-Испанска, съпругата на император Леополд II. След сватбата двойката се нанася в двореца на Нойбург на Дунав.
След смъртта на чичо му Кристиан IV на 5 ноември 1775 г. той го последва на трона в Пфалц-Цвайбрюкен, защото синовете му не са подходящи. Понеже Карл IV Филип Теодор от Бавария няма деца Карл Аугуст би трябвало да го наследи според Вителсбахските договори. След две години Карл Аугуст купува от братовчедка на метресата си Каролине Аугуста място и построява двореца Карлсберг (от 1778 до 1788), който е изгорен от френската войска на 28 юли 1793 г.
Той умира преди да наследи курфюрстката титла и понеже синът му умира рано, наследството приема неговият по-малък брат Максимилиан I Йозеф и става през 1799 г. също баварски курфюрст и по-късно баварски крал.
- Мария Амали от Саксония
- Херцог Карл II Аугуст Кристиан

## Деца
- Карл Аугуст Фридрих, наследствен принц на Пфалц-Биркенфелд-Цвайбрюкен (* 2 март 1776; † 21 август 1784, погребан в Александровата църква Цвайбрюкен)